# 전자 키보드

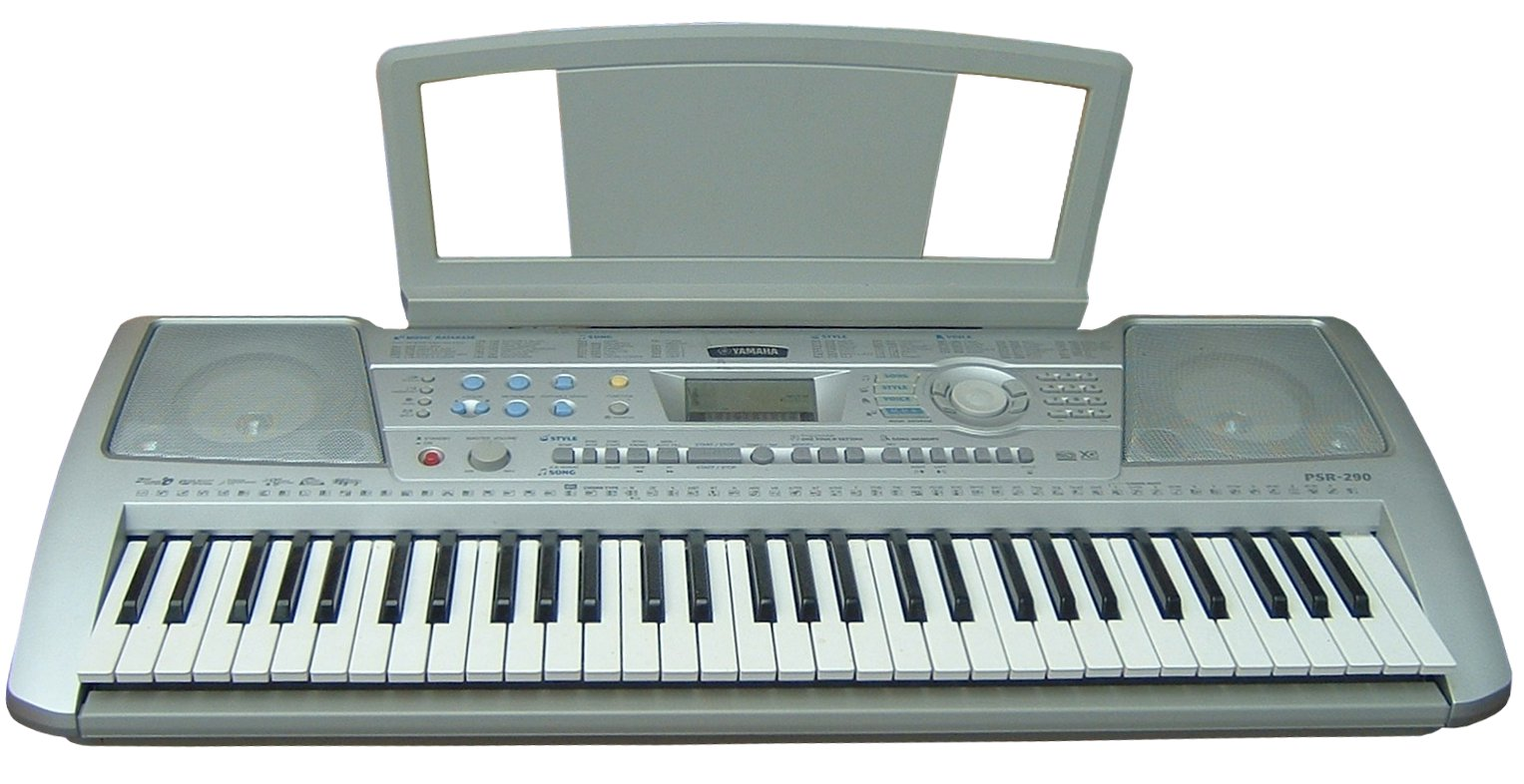
키보드

전자 키보드(電子 - , 영어: electronic keyboard, portable keyboard, digital keyboard, musical keyboard)는 건반 악기 중에서도 대중적으로 사용되는 전자 악기의 총칭이다. 특히 클래식에서 옛날부터 사용되고 있는 피아노나 오르간, 또한 하모니카 같은 전통 악기가 아닌, 신종 건반 악기라는 의미로 사용되는 경우가 많다. 키보드를 연주하는 사람을 키보디스트라고한다.

## 같이 보기
- 신시사이저
- 디지털 피아노
- MIDI 컨트롤러
- 사운드 모듈
- 소프트웨어 신시사이저